# BEST (中森明菜のアルバム)
『BEST』（ベスト）は、日本の歌手中森明菜のベスト・アルバム。このアルバムは1986年4月1日にワーナー・パイオニア（現：ワーナーミュージック・ジャパン）よりリリースされた (LP: L-13030, CT: LKG-5030, CD: 32XL-150)。

## 背景
『BEST』は、1982年5月に発売された中森のデビュー・シングル「スローモーション」から1985年10月発売の13枚目のシングル「SOLITUDE」までのシングル楽曲を収録した、自身初のシングル曲のみのベスト・アルバムである。
このアルバムは、1986年4月1日に、LP (L-13030)とコンパクトカセット (LKG-5030)とCD (32XL-150)の3形態で同時発売された。このアルバムの特典として、各アイテム先着50万名に最新ポスターが付いた。
収録曲の『少女A』のマスターテープ（サブ・マスターと思われる）は、このBESTを編纂する際にエンディングの転写が酷く、早めにフェイド・アウト加工している（当時の音楽雑誌に記載されている）。

## 批評
『CDジャーナル』は本作について「曲、サウンドとも高水準の傑作。」と批評した。

## 評価
『BEST』は、オリコン週間LP&TAPESチャートの1986年4月14日付に初登場し最高順位1位を記録後、翌々週の1986年4月28日付まで3週連続で1位を獲得した。このアルバムの形態別でのオリコン週間チャートでは、LP盤 (L-13030)が100位以内に通算23週に渡りランクインし、CD盤 (32XL-150)は計62週を記録、コンパクトカセット盤 (LKG-5030)においては計96週に渡ってランクインしている。売上枚数は、77万枚を超えるセールスを記録した。1986年度のオリコン年間アルバムチャートでは、6位を記録した。更に本作は、1987年に行われた第1回日本ゴールドディスク大賞の邦楽部門の「The Grand Prix Album of the Year」と「The Best Album of the Year ホップス（ソロ）部門」を受賞した。

## 収録曲
| #         | タイトル                      | 作詞       | 作曲       | 編曲      | 時間  |
| --------- | ----------------------------- | ---------- | ---------- | --------- | ----- |
| 1.        | 「スローモーション」          | 来生えつこ | 来生たかお | 船山基紀  | 4:06  |
| 2.        | 「セカンド・ラブ」            | 来生えつこ | 来生たかお | 萩田光雄  | 4:22  |
| 3.        | 「トワイライト -夕暮れ便り-」 | 来生えつこ | 来生たかお | 萩田光雄  | 4:40  |
| 4.        | 「北ウイング」                | 康珍化     | 林哲司     | 林哲司    | 4:35  |
| 5.        | 「サザン・ウインド」          | 来生えつこ | 玉置浩二   | 瀬尾一三  | 3:50  |
| 6.        | 「SAND BEIGE -砂漠へ-」       | 許瑛子     | 都志見隆   | 井上鑑    | 4:37  |
| 合計時間: | 合計時間:                     | 合計時間:  | 合計時間:  | 合計時間: | 26:10 |

| #         | タイトル                                                | 作詞       | 作曲             | 編曲               | 時間  |
| --------- | ------------------------------------------------------- | ---------- | ---------------- | ------------------ | ----- |
| 7.        | 「SOLITUDE」                                            | 湯川れい子 | タケカワユキヒデ | 中村哲             | 4:25  |
| 8.        | 「ミ・アモーレ〔Meu amor é･･･〕」(シングル・バージョン) | 康珍化     | 松岡直也         | 松岡直也           | 3:52  |
| 9.        | 「飾りじゃないのよ涙は」(シングル・バージョン)          | 井上陽水   | 井上陽水         | 萩田光雄           | 4:10  |
| 10.       | 「十戒 (1984)」                                         | 売野雅勇   | 高中正義         | 高中正義・萩田光雄 | 3:35  |
| 11.       | 「禁区」                                                | 売野雅勇   | 細野晴臣         | 細野晴臣・萩田光雄 | 3:47  |
| 12.       | 「1⁄2の神話」                                           | 売野雅勇   | 大沢誉志幸       | 萩田光雄           | 3:18  |
| 13.       | 「少女A」                                               | 売野雅勇   | 芹澤廣明         | 萩田光雄           | 3:31  |
| 合計時間: | 合計時間:                                               | 合計時間:  | 合計時間:        | 合計時間:          | 26:38 |

## リリース履歴
| 発売日         | レーベル                                   | 規格                        | 品番          | 備考                                                                |
| -------------- | ------------------------------------------ | --------------------------- | ------------- | ------------------------------------------------------------------- |
| 1986年4月1日   | リプリーズ・レコード/ ワーナー・パイオニア | LP                          | L-13030       |                                                                     |
| 1986年4月1日   | リプリーズ・レコード/ ワーナー・パイオニア | CT                          | LKG-5030      |                                                                     |
| 1986年4月1日   | リプリーズ・レコード/ ワーナー・パイオニア | CD                          | 32XL-150      |                                                                     |
| 1989年10月10日 | リプリーズ・レコード/ ワーナー・パイオニア | GOLD CD                     | 36L2-5104     | 完全生産限定盤                                                      |
| 1991年6月17日  | リプリーズ・レコード/ ワーナー・パイオニア | CD                          | WPCL-419      | 廉価盤、紙帯                                                        |
| 2006年6月21日  | リプリーズ・レコード/ ワーナー・パイオニア | CD 、デジタル・ダウンロード | WPCL-10285    | 紙ジャケット仕様完全生産限定盤                                      |
| 2007年6月6日   | リプリーズ・レコード/ ワーナー・パイオニア | デジタル・ダウンロード      | N/A           |                                                                     |
| 2012年8月22日  | リプリーズ・レコード/ ワーナー・パイオニア | SACD/CDハイブリッド         | WPCL-11143    | 紙ジャケット仕様完全生産限定盤                                      |
| 2018年6月6日   | リプリーズ・レコード/ ワーナー・パイオニア | LP                          | WPJL-10092    | 180g重量盤、初回生産限定盤                                          |
| 2018年7月25日  | リプリーズ・レコード/ ワーナー・パイオニア | CD                          | WPCL-12904    | 廉価盤、青帯                                                        |
| 2019年8月7日   | リプリーズ・レコード/ ワーナー・パイオニア | ハイレゾCD                  | WPCL-13073    | MQA-CD × UHQCD、完全生産限定盤                                      |
| 2020年11月3日  | BRIDGE INC.                                | LP                          | BRIDGE-307/08 | 2枚組完全生産限定盤                                                 |
| 2023年5月1日   | ワーナーミュージック・ジャパン             | 2CD＋2LP＋CT                | WPZL-32050/4  | 『BEST COMPLETE BOX』 5枚組完全生産限定                             |
| 2023年5月1日   | ワーナーミュージック・ジャパン             | 2CD                         | WPCL-13472/3  | オリジナル・カラオケ付 2023ラッカーマスターサウンド                 |
| 2023年5月1日   | ワーナーミュージック・ジャパン             | 2LP                         | WPJL-10182/3  | 2枚組完全生産限定盤 2LPカラー盤(緑＆黄)                             |
| 2023年12月20日 | ワーナーミュージック・ジャパン             | 2LP                         | WPJL-10205/6  | 2枚組完全生産限定盤 2LPカラー盤(クリアオレンジ＆クリアスカイブルー) |
| 2024年9月4日   | ワーナーミュージック・ジャパン             | LP                          | WPJL-10226    | 完全生産限定盤 ピュア・クリア・カラー・ヴァイナル仕様               |

## 参照
1. 1 2  “iTunes - ミュージック - 中森明菜「ベスト」”.  Apple. 2012年12月10日閲覧。
2. 1 2 3 4 5 6  『ALBUM CHART-BOOK COMPLETE EDITION 1970 〜 2005』オリコン・マーケティング・プロモーション、2006年4月25日、455-457、882頁頁。ISBN 4871310779。
3. 1 2  オリコンランキング情報サービス「you大樹」
4. 1 2  “第1回日本ゴールドディスク大賞 / Gold Disc Hall of Fame 1st|THE GOLD DISC”.  日本レコード協会. 2012年3月11日閲覧。
5. ↑  “中森明菜オフィシャルサイト » Single”. 「スローモーション」〜「飾りじゃないのよ涙は」.   Nakamoriakina.com. 2012年3月11日閲覧。
6. ↑  “中森明菜オフィシャルサイト » Single”. 「ミ・アモーレ〔Meu amor é･･･〕」〜「AL-MAUJ (アルマージ)」.   Nakamoriakina.com. 2012年3月11日閲覧。
7. 1 2  “中森明菜 「BEST」|Warner Music Japan”.  ワーナーミュージック・ジャパン. 2012年3月11日閲覧。
8. ↑  『BEST』（LP, CT, 12cmCD）中森明菜、ワーナー・パイオニア、1986年4月1日。L-13030、LKG-5030、32XL-150。
9. 1 2  “中森明菜 / ベストアルバム [再発] [CD] [アルバム] - CDJournal.com”.   音楽出版社. 2011年6月30日閲覧。
10. ↑  “音楽ダウンロード・音楽配信サイト　mora 〜“WALKMAN”公式ミュージックストア〜”.  レーベルゲート. 2012年12月10日閲覧。
11. ↑  “中森明菜 / BEST [SA-CDハイブリッドCD] [紙ジャケット仕様] [限定] [CD] [アルバム] - CDJournal.com”.   音楽出版社. 2012年7月24日閲覧。